# Andrzej Głąb
Andrzej Głąb est un lutteur polonais né le 10 novembre 1966.

## Palmarès

### Jeux olympiques
- Médaille d'argent en -48 kg, en 1988 à Séoul (Corée du Sud).